# Sylvain Rabary
Sylvain Rabary (ur. 29 sierpnia 1961) – madagaskarski judoka.
Brał udział w igrzyskach olimpijskich w 1980 (Moskwa). Startował w wadze półlekkiej. W pierwszej rundzie pokonał Cypryjczyka Konstandinosa Konstandinu (przez yuko). W drugiej rundzie uległ Brytyjczykowi Raymondowi Neenanowi (przez ippon). W czasie trwania igrzysk, Rabary miał około 165 cm wzrostu i 65 kg wagi.
Wystąpił też m.in. na Mistrzostwach Świata w Judo 1983 (Moskwa), gdzie wystąpił w tej samej kategorii wagowej. W swoim pierwszym pojedynku (15 października), przegrał z przyszłym mistrzem świata z ZSRR, czyli Nikołajem Sołoduchinem. Tego samego dnia, przegrał w repasażu z Francisco Rodríguezem (Hiszpania) i odpadł z turnieju.